# Vands autohydronolyse
Vands autohydronolyse (tidligere: vands autoprotolyse) er den kemiske reaktion, hvor to vandmolekyler reagerer og danner oxonium- og hydroxidioner. I rent vand eller i en vandig opløsning, sker det at vandmolekylerne støder sammen. Der sker en syre-basereaktion, og da vand er en amfolyt optræder det både som syre og base. Følgende reaktion finder sted, der kaldes autohydronolyse:
{\displaystyle {\ce {2 H2O (l) <=> H3O^+ (aq) + OH^- (aq)}}}
Hvis ligevægtsloven opstilles for reaktionen, ser den ud som følger, idet H2O betragtes som opløsningsmiddel:
{\displaystyle K_{v}=K_{c}\cdot {\ce {[H2O]}}={\ce {[H3O^+ ]}}\cdot {\ce {[OH^- ]}}}
I rent vand er følgende være sandt, da de to ioner dannes i forholdet 1 : 1
{\displaystyle {\ce {[H3O^+ ]}}={\ce {[OH^-]}}}
Det kan eksperimentelt vises, at rent vand ved 25 °C faktisk ikke er rent. Følgende er nemlig sandt:
{\displaystyle {\ce {[H3O^+ ]}}={\ce {[OH^- ]}}=1{,}0\cdot 10^{-7}\,\mathrm {M} }
Sammenlignes dette med udtrykket for Kv, ser man at
{\displaystyle K_{v}={\ce {[H3O^+ ]}}\cdot {\ce {[OH^- ]}}=1{,}0\cdot 10^{-14}\,\mathrm {M} ^{2}}
Da de to ioner dannes i forholdet 1 : 1, er dette altid sandt ved 25 °C. Dette danner derfor grundlaget for indretningen af pH- og pOH-skalaen.